# Christian Zech von Deybach

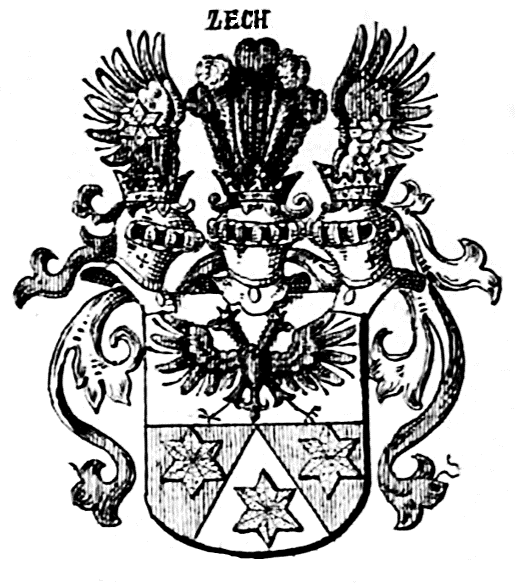
Wappen der Freiherren von Zech

Christian Zech von Deybach seit 1677 Freiherr zu Sultz († 7. Mai 1693 in Innsbruck) war ein oberösterreichischer Geheimrat, Hofkammerpräsident in Innsbruck und Vogt der Herrschaft Feldkirch. 

## Leben
Er stammte aus dem Augsburger Patriziergeschlecht Zech von Deybach. Seine Eltern waren Hans Wolf Zech von Deybach und dessen Ehefrau Anna Corona geb. Rehlinger von Horgau. Der k. k. Hofkammerrat und Oberforstmeister der Markgrafschaft Burgau Constantin Zech von Deybach war sein Bruder.  
Christian Zech von Deybach wurde entweder in Augsburg oder auf Schloss Deubach geboren. In österreichische Dienste getreten fungierte er 1663 als Gerichtsherr von Stubai. Kaiser Leopold I. erhob ihn und seinen Bruder 1677 in Wien in den erblichen Freiherrenstand. 1680 erhielt er als Pfandlehen die Vogtei Feldkirch. 1688 wurde er oberösterreichischer Geheimrat und stand als Präsident der Hofkammer in Innsbruck vor. In diesem Jahr erscheint er auch als oberster Vermögensverwalter der Lorettokirche bei Hall. 1690/91 erwarb er Gut und Schloss Hardt bei Schwabmünchen. Christian Zech von Deybach starb am 7. Mai 1693 in Innsbruck.  

## Familie
Christian Zech von Deybach heiratete am 21. Januar 1667 in Augsburg Anna Maria von Furtenbach (* um 1645), die Tochter von Damian von Furtenbach, 1661 Regimentsrat der Erzherzogin Claudia Felizitas von Österreich-Tirol und dessen Ehefrau Clara geb. Freiin von Payrsberg zu Boymont. Anna Maria von Furtenbach erbte u. a. die Ansitze Sulzhofen und Jergenberg in Sulz, die sie an ihrem Mann brachte. Aus der Ehe gingen folgende Kinder hervor:
1. Bernhard Zech von Deybach, Jesuit
2. Anton Dominik Maria Zech von Deybach, Domherr in Brixen[10]
3. Franz Philipp Maria Zech von Deybach, ⚭ Maria Susanna Freiin von Fechenbach
4. Sigmund Maria Zech von Deybach, Hofkammerrat, ⚭ 1703 Helena Catharina Gräfin Fueger von Fueg (* 1680)

Im April 1710 war das Pfandlehen Feldkirch in den Händen seines Sohnes Franz Philipp Maria Zech von Deybach. Mit seinem Nachkommen Rudolph Zech von Deybach († 1822) ist seine Linie erloschen.

## Vorfahren
| Christian Zech von Deybach Freiherr zu Sulz | Hans Wolf Zech von Deybach        | Adam Zech von Deybach         | Adam Zech                                |
| Christian Zech von Deybach Freiherr zu Sulz | Hans Wolf Zech von Deybach        | Adam Zech von Deybach         | Dorothea Dillherr                        |
| Christian Zech von Deybach Freiherr zu Sulz | Hans Wolf Zech von Deybach        | Anna Felicitas Welser         | Hans Welser                              |
| Christian Zech von Deybach Freiherr zu Sulz | Hans Wolf Zech von Deybach        | Anna Felicitas Welser         | Catharina Rembold                        |
| Christian Zech von Deybach Freiherr zu Sulz | Maria Corona Rehlinger von Horgau | Bernhard Rehlinger von Horgau | Sebastian Christoph Rehlinger von Horgau |
| Christian Zech von Deybach Freiherr zu Sulz | Maria Corona Rehlinger von Horgau | Bernhard Rehlinger von Horgau | Anna Vogel                               |
| Christian Zech von Deybach Freiherr zu Sulz | Maria Corona Rehlinger von Horgau | Constantia Welser             | David Welser                             |
| Christian Zech von Deybach Freiherr zu Sulz | Maria Corona Rehlinger von Horgau | Constantia Welser             | Anna Reihing                             |